# ان‌جی‌سی ۳۱۴۷
ان‌جی‌سی ۳۱۴۷ (انگلیسی: NGC 3147) یک کهکشان مارپیچی است که در صورت فلکی اژدها جای دارد. این کهکشان در فاصله حدوداً ۱۳۰ میلیون سال نوری از زمین قرار دارد، که با توجه به ابعاد ظاهری آن، به این معنی است که NGC 3147 حدود ۱۴۰۰۰۰ سال نوری وسعت دارد. این کهکشان توسط ویلیام هرشل در ۳ آوریل ۱۷۸۵ کشف شد.